# 黑波蒂克 (切爾諾夫策州)

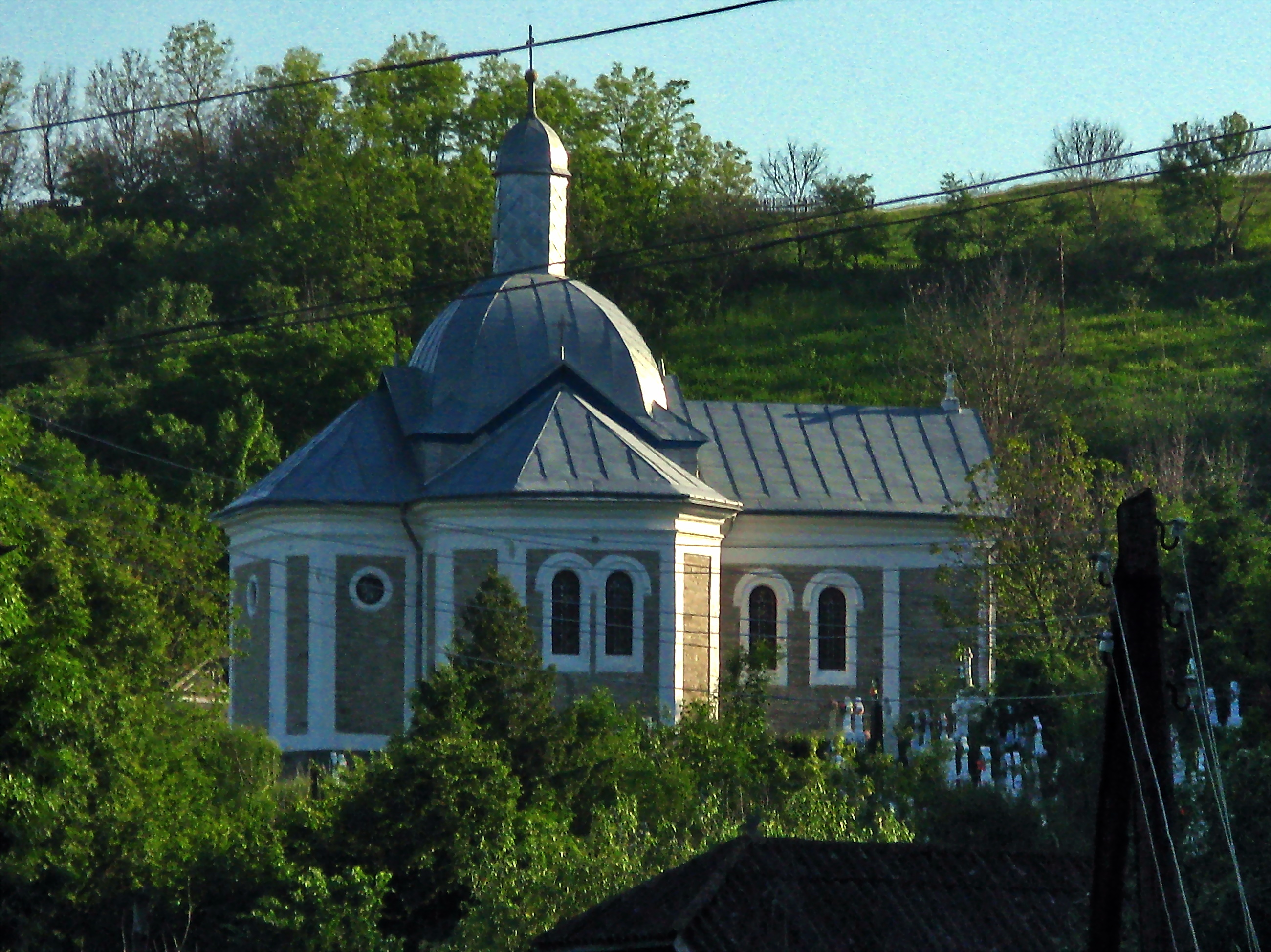
教堂

48°33′20″N 26°1′1″E / 48.55556°N 26.01694°E
黑波蒂克（烏克蘭語：Чорний Потік）是位於烏克蘭西南部的村莊，由切爾諾夫策州切爾諾夫策區的尤爾基夫齊市鎮負責管轄。該村附近有奧努特、巴拉穆蒂夫卡、維克諾和薩穆申。